# ダコタ・ジョンソン
ダコタ・ジョンソン（Dakota Johnson, 1989年10月4日 - ）は、アメリカ合衆国の女優、ファッションモデル。

## 生い立ち
俳優ドン・ジョンソンと女優メラニー・グリフィスの間の娘としてテキサス州オースティンで生まれる。母方の祖母は女優ティッピ・ヘドレンで、祖父は広告会社の幹部で元子役俳優ピーター・グリフィス。メラニーの再婚相手の一人である俳優アントニオ・バンデラスは義父にあたる。
主にコロラド州アスペンで育ち、アスペン・コミュニティ・スクールに通う、熱心な子供ダンサーであった。12歳の頃にファッション誌『ティーン・ヴォーグ』で他の有名人の子供たちと一緒に写真撮影したあとモデル活動に興味を持つようになる。

## キャリア
1999年、彼女が10歳の頃に異父妹ステラ・バンデラスとともに、2人の実の母親メラニー・グリフィスの娘を演じたコメディドラマ映画『クレイジー・イン・アラバマ』で映画デビューを果たす。同映画は継父アントニオ・バンデラスによって監督された。
彼女は2006年度のミス・ゴールデングローブに選ばれ、グローブ史上初の2世代にわたるミス・ゴールデングローブ獲得者（1975年度の栄冠はメラニー・グリフィス）となった。
2006年にはIMGモデルと契約した。2009年にはスペインの服飾ブランドMangoでモデル活動を行った。2010年にはファッションブランドWishの「Rising Star」キャンペーンの撮影のためオーストラリアのシドニーを訪れた。
高校を卒業したダコタは、ウィリアム・モリス・エージェンシーと契約し、本格的に演技キャリアを始めた。2010年にデヴィッド・フィンチャー監督のヒット作映画『ソーシャル・ネットワーク』に出演した。本作はアカデミー賞作品賞を含む8つのノミネートを獲得した。すぐに彼女は多くの映画に登場していった。ダニエル・バーンズ監督の恋愛ファンタジー映画『ビーストリー』、エズナ・サンズの映画『Theo』、ソ・ヨング・キムの映画『For Ellen』、ラリー・クラーク監督の映画『Savage Innocent』などの作品にそれぞれ出演した。 2012年にはデイヴィッド・ドゥカヴニー、ケリー・ラッセル、ヴェラ・ファーミガと共演のクリストファー・ニール監督の映画『Goats』、製作者ジャド・アパトーでニコラス・ストーラー監督の映画『憧れのウェディング・ベル』、1987年のヒットテレビシリーズの長編映画版『21ジャンプストリート』などに出演した。また、アラン・ヤンによって書かれたクリス・ネルソンの映画『Gay Dude』で主演女優となった。
彼女にとって最初のテレビシリーズとなった『Ben & Kate』でケイトとして主役な役柄を果たした。本作は2013年に約4ヶ月間1シーズン放映されたが、後に打ち切られた。ダコタはすぐに映画『ニード・フォー・スピード』のキャストに参加して、映画キャリアを再開した。また、ウィリアム・シェイクスピアの戯曲シンベリンの映画化でもキャストされた。2013年、彼女は新入社員役の一人としてテレビシリーズ『ジ・オフィス』のフィナーレにカメオ出演した。

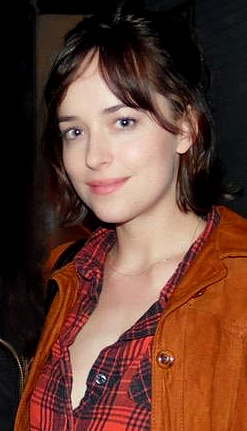
2015年

2015年の2月に公開された『フィフティ・シェイズ・オブ・グレイ』では、オーディションを受けて主役を勝ち取り、ヌードやラブシーンなどの難度の高い演技にチャレンジし話題になった。ダコタは、両親に今回の映画だけは見せたくない、そして両親も見ないと言っていると数々のインタビューで答えている。本作により、ピープルズ・チョイス・アワードのドラマ映画女優賞を受賞し、英国アカデミー賞のライジング・スター・アワード2016にノミネートされた。
2024年にはマーベル映画『マダム・ウェブ』に主演。

## 私生活
イギリスのモデル・歌手であるマシュー・ヒットと交際していた。
ミュージシャンのノア・ガーシュや俳優のジョーダン・マスターソンと長期にわたって交際していた。
彼女はウェールズのインディーロックバンド、ドラウナーズのリードボーカリストであるマシュー・ヒットと2016年まで約2年間断続的に交際していた。 
彼女は2017年10月からコールドプレイのボーカリスト、クリス・マーティン（グウィネス・パルトローの前夫）と交際している。 彼らはカリフォルニア州マリブに住んでいる。

## フィルモグラフィー

### 映画
| 年   | 邦題/原題                                                 | 役名                                            | 備考                       | 吹き替え                                  |
| ---- | --------------------------------------------------------- | ----------------------------------------------- | -------------------------- | ----------------------------------------- |
| 1999 | クレイジー・イン・アラバマ Crazy in Alabama               | ソンドラ                                        | 日本劇場未公開             | 小林沙苗                                  |
| 2010 | ソーシャル・ネットワーク The Social Network               | アメリア・リッター                              |                            | 木下紗華                                  |
| 2011 | ビーストリー Beastly                                      | スローン・ハーゲン                              |                            |                                           |
| 2012 | For Ellen                                                 | シンディ・テイラー                              |                            | N/A                                       |
| 2012 | Goats                                                     | ミニー                                          |                            | N/A                                       |
| 2012 | 21ジャンプストリート 21 Jump Street                       | フゲイジー                                      |                            | ふしだ里穂（ソフト版） 不明（機内上映版） |
| 2012 | 憧れのウェディング・ベル The Five-Year Engagement         | オードリー                                      | 日本劇場未公開             | ふしだ里穂                                |
| 2014 | 僕達のヴァージン白書 Date and Switch                      | エム                                            | 日本劇場未公開             | （吹き替え版なし）                        |
| 2014 | ニード・フォー・スピード Need for Speed                   | アニータ                                        |                            | 小林未沙                                  |
| 2014 | アナーキー Cymbeline                                      | イモージェン                                    |                            | 合田絵利                                  |
| 2015 | フィフティ・シェイズ・オブ・グレイ Fifty Shades of Grey   | アナスタシア・スティール                        |                            | 白石涼子                                  |
| 2015 | Chloe and Theo                                            | Chloe                                           |                            | N/A                                       |
| 2015 | ブラック・スキャンダル Black Mass                         | リンジー・シル                                  |                            |                                           |
| 2015 | 胸騒ぎのシチリア A Bigger Splash                          | ペン                                            | 日本公開は2016年11月       | 松井暁波                                  |
| 2016 | ワタシが私を見つけるまで How to Be Single                 | アリス                                          | 日本劇場未公開             | （吹き替え版なし）                        |
| 2017 | フィフティ・シェイズ・ダーカー Fifty Shades Darker        | アナスタシア・スティール                        |                            | 白石涼子                                  |
| 2018 | フィフティ・シェイズ・フリード Fifty Shades Freed         | アナスタシア・グレイ                            |                            | 白石涼子                                  |
| 2018 | サスペリア Suspiria                                       | スージー・バニヨン                              |                            | 嶋村侑                                    |
| 2018 | ホテル・エルロワイヤル Bad Times at the El Royale         | エミリー                                        |                            | 瀬戸麻沙美                                |
| 2019 | ワウンズ: 呪われたメッセージ Wounds                       | キャリー                                        |                            | 嶋村侑                                    |
| 2019 | ザ・ピーナッツバター・ファルコン The Peanut Butter Falcon | エレノア                                        |                            | 遠藤綾                                    |
| 2019 | Our Friend/アワー・フレンド Our Friend                    | ニコル・ティーグ                                |                            | （吹き替え版なし）                        |
| 2020 | The Nowhere Inn                                           | 本人役                                          |                            | N/A                                       |
| 2020 | ネクスト・ドリーム/ふたりで叶える夢 The High Note         | マギー・シャーウッド                            |                            | 沢城みゆき                                |
| 2021 | ロスト・ドーター The Lost Daughter                        | ニーナ                                          |                            | 白石涼子                                  |
| 2022 | チャチャ・リアル・スムース Cha Cha Real Smooth            | ドミノ                                          | 兼製作                     | 世戸さおり                                |
| 2022 | Am I Ok?                                                  | ルーシー                                        | 兼製作                     | N/A                                       |
| 2022 | 説得 Persuasion                                           | アン・エリオット                                |                            | 松井茜                                    |
| 2023 | ドライブ・イン・マンハッタン Daddio                       | ガーリー                                        | 日本公開は2025年2月 兼製作 |                                           |
| 2024 | マダム・ウェブ Madame Web                                 | カサンドラ・“キャシー”・ウェブ / マダム・ウェブ |                            | 大島優子                                  |
| 2025 | Splitsville                                               | ジュリー                                        | 兼製作                     |                                           |
| 2025 | マテリアリスツ（原題） Materialists                       | ルーシー                                        |                            |                                           |
| 2026 | Verity                                                    | ローウェン・アシュリー                          | 兼製作総指揮 撮影中        |                                           |

### テレビ
| 年        | 邦題/原題                                    | 役名               | 備考                              | 吹き替え           |
| --------- | -------------------------------------------- | ------------------ | --------------------------------- | ------------------ |
| 2012-2013 | Ben & Kate Ben and Kate                      | ケイト・フォックス | メインキャスト 計16話出演         | N/A                |
| 2013      | ジ・オフィス The Office                      | ダコタ             | シーズン9第24/25話                | （吹き替え版なし） |
| 2015      | サタデー・ナイト・ライブ Saturday Night Live | 本人               | 「Dakota Johnson/Alabama Shakes」 | N/A                |